# Triangle (musikalbum)
Triangle är ett musikalbum av The Beau Brummels som lanserades 1967 på Warner Bros. Records. Det var gruppens fjärde studioalbum, och deras första som en trio efter att två gruppmedlemmar lämnat efter det föregående albumet. Albumet innehåller såväl psykedelisk pop som countryrock. "Magic Hollow" släpptes som singel från albumet. Varken den eller albumet blev dock någon storsäljare. Albumet har senare blivit uppmärksammat som ett av de tidigaste albumen där musiken kan klassas som countryrock.

## Låtlista
Sida 1
1. "Are You Happy?" (Bob Durand, Ron Elliott) – 2:17
2. "Only Dreaming Now" (Elliott, Sal Valentino) – 2:06
3. "Painter of Women" (Durand, Elliott) – 2:51
4. "The Keeper of Time" (Durand, Elliott) – 2:09
5. "It Won't Get Better" (Elliott, Valentino) – 2:02
6. "Nine Pound Hammer" (Merle Travis) – 3:19

Sida 2
1. "Magic Hollow" (Elliott, Valentino) – 2:53
2. "And I've Seen Her" (Durand, Elliott) – 1:59
3. "Triangle" (Elliott, Valentino) – 2:17
4. "The Wolf of Velvet Fortune" (Elliott, Valentino) – 4:52
5. "Old Kentucky Home" (Randy Newman) – 2:05

## Medverkande
The Beau Brummels
- Ron Elliott – gitarr, arrangering, sång
- Ron Meagher – basgitarr, gitarr, sång
- Sal Valentino – sång, arrangering

Bidragande musiker
- Van Dyke Parks – cembalo, keyboard
- Carol Kaye – basgitarr
- James Burton – gitarr
- Donnie Lanier – gitarr
- Jim Gordon – trummor
- The Blossoms – bakgrundssång
- Gene Garf – dragspel
- Lou Klass – violin
- Shari Zippert – violin
- David Duke – valthorn
- George Hyde – Valthorn
- Gale Robinson – valthorn
- Jesse Ehrlich – cello
- Raymond Kelley – cello
- Dick Hyde – trombon

## Listplaceringar
- Billboard 200, USA: #197[3]